# Казуарообразные
Казуа́рообра́зные, или австрали́йские стра́усы (лат. Casuariiformes), — отряд бескилевых птиц. Нередко включается на правах семейства в отряд страусообразных (к которому иногда относят также и киви).
Международный союз орнитологов включает в отряд одно семейство казуаровых (Casuariidae), состоящее из двух современных родов:
- Казуары (Casuarius)
- Эму (Dromaius)

Ранее их относили к разным семействам этого отряда.
Крупные трёхпалые птицы с сильно редуцированными крыльями (так что летать они не могут); ноги — относительно более короткие, чем у других бескилевых. Голова оперена слабо. Перья — волосовидные; имеют добавочные стержни. Заботу о потомстве у казуарообразных проявляет только самец: именно он строит гнездо, высиживает яйца и ходит с выводком (а самку ни к гнезду, ни к выводку не подпускает).
Ныне казуарообразные живут в Новой Гвинее, Австралии и на близлежащих островах.
У казуаров на голове имеется роговой вырост («шлем»), а на шее присутствуют голые участки ярко окрашенной и утолщённой кожи. Общая окраска — чёрная. Масса 80—90 кг. На крыльях располагаются длинные роговые стержни — остатки редуцированных маховых перьев; перья в виде длинной щетины. Внутренний палец имеет острый коготь, служащий для защиты. Три вида, обитающие в густых тропических лесах Новой Гвинеи и соседних островов и на северо-востоке Австралии. Питаются плодами, семенами, насекомыми. Могут бегать со скоростью до 40 км/ч, вытянув вперёд голову, защищенную «шлемом», тогда как тело, прикрытое с боков роговыми стержнями, легко раздвигает заросли; хорошо плавают. Моногамны; в кладке 3—8 яиц. Птенцы выводкового типа. На Новой Гвинее казуаров иногда разводят как домашнюю птицу (на мясо).
Из трёх видов казуаров наиболее известен шлемоносный казуар (Casuarius casuarius) высотой 1,5 метров и массой до 80 килограммов. Живут шлемоносные казуары парами, размножаются в июле-августе; при этом гнездо строит самец на земле из мха и опавших листьев. В кладке обычно 3—5 зелёных яиц. Оперение птенцов полосатое, а у взрослых особей — чёрное (с бело-синей головой и хрящевым выростом красного цвета). Питаются шлемоносные казуары растительной пищей и некоторыми мелкими животными. Также иногда могут напасть на людей в случае, если люди представляют опасность.
Род эму включают только один современный вид — Dromaius novaehollandiae, обитающий в степных и полупустынных районах Австралии. Общая окраска — серая. Крупнее казуара: высота достигает 170 см, масса — 37—55 кг. В кладке содержится 7—16 яиц, причём период инкубации в среднем длится 52 дня. Серовато-буроватые по окраске эму пасутся группами по 4-6 особей, придерживаясь открытых мест.
Ископаемые казуарообразные известны из плиоценовых и плейстоценовых отложений. Некоторые палеонтологи включают в состав отряда также род Diogenornis из палеоцена Бразилии, другие относят его к отряду нандуобразных. Более обоснованным является включение в состав казуарообразных рода Emuarius из позднего олигоцена — раннего миоцена Австралии.